# 쇼토쿠 태자
쇼토쿠 태자(일본어: 聖徳太子, 574년 2월 7일 ~ 622년 4월 8일(일본서기 - 621년 2월 5일설 있음))는 일본 아스카 시대의 왕족이자 정치가였던 우마야도노 미코(厩戸皇子) 또는 우마야도 왕(厩戸王)에 대한 후세의 호칭이다. 요메이 천황의 장남이고 어머니는 긴메이 천황의 딸 아나호베노하시히토노 히메미코(穴穂部間人皇女)이다.
아스카 문화의 중심 인물로서 스이코 천황의 치세에서 섭정(攝政)을 맡아 소가노 우마코(蘇我馬子)와 협력하여 정치를 행했다. 12계(十二階)의 관위와 17개조 헌법을 제정하는 등 일본 정치체제를 확립한 인물이었다. 또한 독실한 불교 신자로서 일본에 불교를 보급시켜 융성시킨 인물이었다. 실존이 불분명하며 일본에 불교를 보급시키러 간 백제의 아좌태자가 쇼토쿠 태자상으로 나타났다는 설이 있다.

## 호칭
본명은 '우마야도(厩戸)'로, 마구간이라는 뜻이다. 마구간 앞에서 태어났다는 전설이 있다. 또한 외할머니 소가노 오아네노 기미(蘇我小姉君)의 친정, 즉 왕자의 숙부인 소가노 우마코의 집에서 태어났으므로 우마코의 저택이라는 의미의 '우마야도'라는 이름이 붙었다는 설, 태어난 곳 부근에 마침 '우마야도'라는 지명이 있었던 데서 이름이 붙여졌다는 설도 있다. 왕자의 다른 이름으로 도요토미미(豊聡耳, 또는 도요사토미미), 가미쓰미야 왕(上宮王)이라는 호칭도 있는데, 호류지의 승려 현진이 기록한 《쇼토쿠 태자 전사기(聖徳太子伝私記)》는 게이운 3년(706년)경에 제작되었다는 《법기사탑노반명(法起寺塔露盤銘)》을 인용해 상궁태자성덕황(上宮太子聖德皇)으로 기록하였으며, 《고사기》(와도和銅 5년인 712년 성립)는 우에쓰미야노우마야도노도요토미미노미코토(일본어: 上宮之厩戸豊聡耳命), 《일본서기》(요로養老 4년인 720년 편찬)에는 우마야도노미코 외에도 도요토미미노쇼토쿠(豊耳聡聖徳)、도요토미미노노리노오키미(일본어: 豊聡耳法大王), 노리노우시노오키미(일본어: 法主王), 도구쇼토쿠(東宮聖德) 등으로 기록하고 있다.
713년경에서 717년경 사이에 성립된 것으로 보이는 《하리마국 풍토기(播磨国風土記)》인남군 대국리(印南郡大國里)조에 나오는 이쿠시 신사(生石神社)의 「이시노 호텐(石の寶殿)」에 대한 기술에 보면,
池之原 原南有作石 形如屋 長二丈 廣一丈五尺 高亦如之 名號曰 大石 傳云 聖徳王御世 廄戶 弓削大連 守屋 所造之石也.
"남쪽에는 돌을 쌓아놓은 것이 있는데 생긴 것이 집과 같다. 길이 2장(丈)에 너비는 1장 5척, 높이도 대체로 같다. 이름을 오이시(大石)라 한다. 전하기로는 쇼토쿠노오키미(聖德の王)의 치세에 유게노 오무라치(弓削の大連)가 돌을 가지고 만들었다고 한다.

여기서 말한 「유게노 오무라치」란 왕자와 대립했던 모노노베노 무로야(物部守屋)이며, 「쇼토쿠 오키미」란 우마야도 왕자를 가리키는 것으로 보인다. 또한 다이호령(大寶令)의 주석서이기도 한 《고키(古記)》(덴표天平 10년인 738년경 작성)에는 가미쓰미야 태자(上宮太子)의 시호를 쇼토쿠노오키미(聖德王)라 적고 있다.
쇼토쿠 태자라는 호칭은 생전에는 쓰이지 않다가 사후 100년이 넘는 시간을 거쳐 덴표쇼호(天平勝宝) 3년(751년)에 편찬된 《회풍조(懐風藻)》에서 처음 등장하는 것으로 알려져 있다. 헤이안 시대에 편찬된 《일본삼대실록(日本三代実録)》이나 《오카가미(大鏡)》, 《도다이지 요록(東大寺要錄)》, 《미즈카가미(水鏡)》 등에도 모두 '우마야도' 등의 용어 대신 '쇼토쿠 태자'로 기재되어 있어, 늦어도 이 무렵부터는 이미 '쇼토쿠 태자'라는 시호가 널리 일반적으로 쓰이는 호칭으로 자리잡아 있었음을 알 수 있다. 오늘날 일본의 역사적 인물에 대한 일반적인 호칭 기준이 되는 것은 바로 역사 교과서로서 여기서는 오랫동안 '쇼토쿠 태자(우마야도노미코)'로 표기되어 왔지만, 앞에서 서술한 것처럼 당사자의 생전에 쓰이던 호칭이 아니라는 이유로 야마카와 출판사(山川出版社) 등에서 펴낸 『상설 일본사(詳説日本史)』등의 교과서는 2002년도 검정판부터 「우마야도 왕(쇼토쿠 태자)」로 바뀌었다.

### 지폐에 실린 초상화

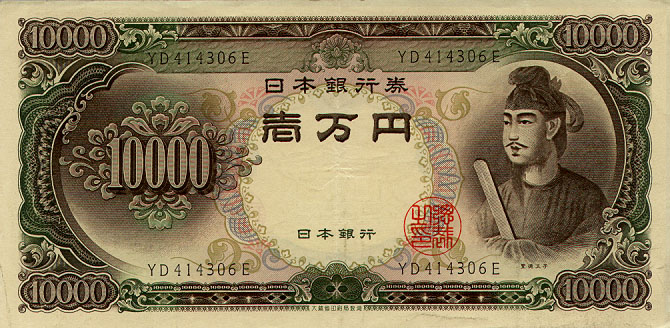
10,000엔 지폐의 쇼토쿠 태자

쇼토쿠 태자의 초상화는 1930년, 일본은행권 지폐의 도안으로서 100엔 지폐에 처음 등장한 이래로 1,000엔 지폐, 5,000엔 지폐, 10,000엔 지폐 등 모두 일곱 번에 걸쳐 지폐 도안으로 사용되었다(일본에서 지폐 도안에 들어간 횟수가 가장 많은 사례). 또한 장기간에 걸쳐 사용된 덕분에 일본 국민들 사이에 '지폐의 얼굴'로 인식되었고, 일본의 고도성장기였던 1958년에서 1984년까지 발행된 'C 一1만 엔권' 덕분에 '고액 지폐'의 대명사로서 쇼토쿠 태자의 이름은 널리 쓰였다. 덧붙여 이 초상화는 태자를 그린 그림 중 가장 오래된 것으로 알려진 당본어영(唐本御影)에서 따온 것이다. 1948년에 발행한 5백엔 수입인지에도 쇼토쿠 태자의 초상화가 쓰였다.

## 생애
※다음 기술들은 《일본서기》 등을 참조하여 기술한 것이다(일본서기의 신뢰성에 대해서는 관련항목 참조).
비다쓰 천황 3년(574년), 다치바나노도요히 황자(橘豊日皇子)와 아나호베노 하시히토 황녀(穴穂部間人皇女) 사이에 태어났다. 두 사람 모두 긴메이 천황을 아버지로 하는 이복 남매로, 다치바나노도요히 황자는 소가노 이나메(蘇我稲目)의 딸인 기타시히메(堅塩媛) 소생이었고, 아나호베노 하시히토 황녀의 어머니도 마찬가지로 이나메의 딸인 오아네노기미(小姉君)였다. 즉 우마야도 왕자는 소가씨와 깊은 혈연관계가 있는 셈이다.
어려서부터 총명하고 부처를 존경했다고 하며, 그와 관련해 여러 가지 일화와 전설을 남겼다.
비다쓰 천황의 죽음(585년)으로 왕자의 아버지 요메이 천황이 즉위할 무렵, 일본은 불교 수용을 놓고 숭불파(崇仏派)인 소가노 우마코와 배불파(排仏派) 모노노베노 모리야(物部守屋)가 격렬하게 대립하고 있었다. 요메이 천황은 즉위한 지 2년 만에 죽고(587년), 황위를 놓고 다시 싸움이 벌어졌다. 소가노 우마코는 비다쓰 천황의 비였던 도요미케카시키야히메(豊御食炊屋姬)의 조를 얻어내어 모리야가 지원하고 있던 아나호베 황자(穴穂部皇子)를 주살하고 여러 호족과 황자들을 모아 모리야를 토벌하기 위한 대규모 군대를 일으킨다. 왕자는 소가 씨의 편에 서서 모노노베씨와 싸웠다. 함께 가와치국 시부카와군(渋川郡)의 모리야 저택을 공격했으나, 군사 씨족이었던 모노노베씨의 정예 군사를 상대로 고전을 치르며 세 번이나 패했다. 이를 지켜본 왕자는 백교목(白膠木)을 깎아 사천왕의 모습을 만들고 전승을 기원하면서 승리한 뒤에는 반드시 불탑(佛塔)을 지어서 불법을 널리 퍼뜨리겠다고 맹세했다. 소가씨 군대의 대립 속에서 모리야는 도미노 이치이(迹見赤檮)가 쏜 화살에 맞아 죽고 그의 군사들도 뿔뿔이 흩어져, 대호족 모노노베 씨는 마침내 몰락했다.
전쟁이 끝난 뒤 우마코는 하쓰세베 황자(泊瀬部皇子)를 왕위에 앉혔다(스슌 천황). 그러나 정치 실권을 가진 우마코에 불만을 품은 스슌 천황은 마침내 우마코와 대립하게 되었고, 스슌 천황 5년(592년), 우마코는 야마도노아야 고마(東漢駒)를 시켜 스슌 천황을 암살해버리고 도요미케카시키야히메를 옹립한다(스이코 천황). 일본 역사상 최초의 여제로서 즉위한 스이코 천황은 자신의 아들(즉 비다쓰 천황의 왕자)을 태자로 세우지 않고, 대신 우마야도 왕자를 황태자로서 스이코 천황 원년(593년) 4월 10일부터 섭정으로 임명했다. 이러한 태자 책봉은, 스이코 천황을 자리에 앉힌 소가노 우마코가 주체라는 의견도 있다. 이 해에 우마야도 왕자는 모노노베 씨와의 전투 때에 했던 맹세에 따라 셋쓰국의 나니와(오늘날의 오사카)에 시텐노지(四天王寺)라는 사찰을 세우게 하였는데, 쇼토쿠란 시호도 607년, 야마토 지방에 스이코 천황과 공동으로 설립한 호류지와 밀접한 관련이 있는 것으로 알려져 있다.
스이코 천황 2년(594년), 왕자는 불교 융성의 조를 발표했다. 스이코 천황 3년(595년)에는 고구려의 승려 혜자와 백제의 승려 혜총 등이 건너왔다. 혜자는 왕자에게 《법화경》을 진상하고 강독하였다. 이렇게 혜자의 교화로 불교에 입문하여 혜자를 스승으로 삼아 5계를 받고 웅응정사(熊凝精舍)를 짓고, 불교를 널리 보급하였다. 또 고구려의 기술자들을 초청하여 스이코 천황 6년(598년)에 호류사를 건립하였다.
스이코 천황 8년(600년), 신라를 공격하기 위한 군사를 출병시켰다.
스이코 천황 9년(601년), 이카루가노미야(斑鳩宮)를 지었다.
스이코 천황 10년(602년), 다시 신라를 공격하기 위한 군사를 일으켰다. 친동생 구메 황자(来目皇子)를 장군으로 하는 2만 5천의 군사를 지쿠시(筑紫)에 모았지만, 바다를 건널 준비를 하는 과정에서 왕자가 죽었고(신라의 자객에게 암살되었다는 설이 있다). 후임으로 임명된 이복동생 다이마 황자(当麻皇子)는 아내의 죽음을 이유로 수도로 돌아와 버려 결국 공격은 중단된다.
《일본서기》에 따르면, 쇼토쿠는 유학에 영감을 얻어 스이코 천황 11년(603년) 12월 5일, 소위 '관위(冠位) 12계(階)'라 불리는 관위제를 제정한다. 성씨제(氏姓制)와는 달리 재능을 기준으로 인재를 등용함으로써 천황의 중앙집권을 강화하려는 목적이었다.
스이코 천황 12년(604년) 4월 3일, 「여름 4월 병인 초하루 무진에 황태자가 친히 처음으로 헌법 17조를 짓다(夏四月 丙寅朔戊辰 皇太子親肇作憲法十七條)」(《일본서기》). 17개조 헌법이라 불리는 이 법은 일본 최초의 법으로, 호족들에게 신하로서의 마음가짐을 가르치고 천황을 받들어 불법을 공경할 것을 강조하고 있다.
스이코 천황 13년(605년), 왕자는 이카루가노미야로 옮겨 거주하였다. 수나라의 양견이 보낸 국서에 답하여, 스이코 천황 15년(607년), 오노노 이모코(小野妹子), 구라쓰쿠리노 후쿠리(鞍作福利)를 사자로 하여 수나라에 국서를 보냈다. 이듬해 수나라의 답사(答使)로서 문림랑(文林郞) 배세청(裴世淸)이 일본을 방문하였고 수나라로 귀국하였다. 《일본서기》에는 배세청이 수나라에 가져간 쇼토쿠 태자의 글에 "동쪽의 천황은 삼가 서쪽의 황제에게 고한다(東天皇敬白西皇帝)"고 쓰여 있고 《수서》에는 "해 뜨는 곳의 천자가 해지는 곳의 천자에게 보내니 별일 없는가?"라는 표현이 답서에 실려 있었다고 기록되어 있어서 양견이 분노했다고 전해져 있다.
독실한 불교 신자로서 그 자신도 불교에도 조예가 깊었던 왕자는 스이코 천황에게 《승만경》을 강의하고, 스이코 천황 23년(615년)까지 《법화경》과 《유마경》 등의 주석서인 《삼경의소(三經義疏)》를 저술하였다.
스이코 천황 28년(620년), 우마야도 왕자는 우마코와 의논하여 《고쿠기(國記》, 《천황기(天皇記)》 등의 사서를 편찬하였다.
스이코 천황 30년(622년), 이카루가노미야에서 쓰러진 우마야도 왕자의 회복을 빌던 왕자비 가시하데노 오오이라쓰메(膳大娘女)가 2월 21일에 죽고, 그 뒤를 따르듯 다음날인 22일에 우마야도 왕자도 죽었다.(《일본서기》는 동 29년 2월 5일, 서기 621년의 일이라 했음) 사후 생전에 왕자가 짓게 한 웅응정사에 큰 절을 지어 태자의 명복을 비는 원찰(願刹)로 삼았다. 최근의 역사학 연구에 있어서는, 일본서기 등의 쇼토쿠 태자상을 허구로 하는 설(說)을 외치는 연구자도 있으며 이 쇼토쿠 태자 상이 된 것이 원래는 당시 불교를 전파하기 위해 모노노베와 대립했던 소가노를 지원하기 위해 건너간 백제의 아좌태자라는 설이 유력해지고 있다.
호류사에 전해 오던 쇼토쿠 태자의 초상화는 백제 아좌 태자가 그린 것으로 전해졌으며 현재는 일본 제실 박물관에 전하고 있다.

## 전설
다음은 쇼토쿠 태자와 관련된 몇 가지의 전설적인 에피소드를 나열한 것이다.
덧붙여 쇼토쿠 태자의 업적이나 전설에 대해서는 그것을 주로 수록한 《고사기》나 《일본서기》 편찬이 이미 태자가 죽고 1백년이나 지난 뒤에야 이루어졌다는 점이나 두 책의 성립 배경과 함께 어느 정도의 윤색과 각색이 가미된 것으로 여겨지며 여러 가지 연구·해석이 시도되고 있다. 헤이안 시대에 저술된 쇼토쿠 태자의 전기 《쇼토쿠 태자 전력(聖德太子傳曆)》은 쇼토쿠 태자 전설의 집대성으로 꼽히며 다수의 전설을 전하고 있다.

### 태자의 출생에 대해
「마구간 앞에서 태어났다」, 또는 「어머니인 하시히토 황녀는 서방의 구세관음보살(救世觀音菩薩)이 황녀의 입을 통해 태내로 들어와 우마야도를 몸에 갖게 된 것이다」(수태고지) 등의 태자의 출생 관련 전설에 대해서는 구메 구니타케(久米邦武) 등을 비롯한 여러 학자들이, 《고사기》와 《일본서기》 편찬 당시 일본에 전래된 네스토리우스파 크리스트교인 경교의 복음서 내용 가운데 예수 그리스도 탄생의 일화가 귀인(貴人)의 출생담으로서 쇼토쿠 태자의 탄생 전설에도 차용되었을 가능성을 주창하기도 한다. 덧붙여 쇼토쿠 태자가 태어났다는 서기 574년은 간지로는 갑오년으로 이른바 '말의 해'이다.

### 태자의 귀
한번은 태자가 사람들의 청원을 들을 기회가 있었는데, 앞다투어 호소하고 드는 열 명이 넘는 사람들의 말을 태자는 하나도 빠뜨리지 않고 모두 이해하여 정확한 대답을 들려주었다고 한다. 이러한 고사로 인해 이후 태자는 '도요토미미(豊聡耳)', 즉 '좋은(뛰어난) 귀'라는 이름을 얻게 되었다는 것이다. 그러나 실제로는 열 명이 태자에게 한 사람씩 차례로 상담하였고 열 명의 이야기를 모두 들은 태자가 각각 정확한 조언을 남긴, 즉 '기억력이 우수하다'는 뜻으로 보는 설이 유력하다. 한편 《상궁성덕법왕제설(上宮聖德法王帝說)》이나 《쇼토쿠 태자 전력(聖德太子傳曆)》에는 열 명이 아닌 여덟 명으로 적고, 태자의 칭호도 우마야도노 도요토하치미미노 황자(厩戸豊聰八耳皇子)로 부르고 있다. 《일본서기》와 《일본현보선악영이기(日本現報善悪霊異記)》에는 열 명으로 되어 있다. 또한 《쇼토쿠 태자 전력》에는 이미 태자의 열한 살 때에 36명이나 되는 아이들의 이야기를 한꺼번에 알아들을 수 있었다는 이야기가 있는데, '많은 귀를 가지고 있다' = '사람들의 말을 잘 이해한다' = '머리가 좋다'는 의미로서 '도요토미미(좋은 귀)'라는 이름을 얻게 되고 나서 이러한 일화들이 부기되었다는 설도 있다.

### 태자의 예언서
《일본서기》에는 태자와 관련해 '겸지미언(兼知未然)', 즉 "아직 일어나지 않은 일들을 알았다"는 기술이 있다. 이 기술은 후세에 쇼토쿠 태자가 일본의 미래를 예언해 놓았다는 《미래기(未來記》의 존재에 대한 소문의 한 요인이 되었다. 《헤이케 이야기》권제8에도 쇼토쿠 태자의 《미래기》에 관한 서술이 있으며, 《태평기》권6에는 구스노키 마사시게에 대해 「덴노지(天王寺)의 미래기(未来記)에서 보였던 일」이라 하여 고다이고 천황의 복귀 및 그의 친정(親政)을 짚어내는 모습이 나온다. 이러한 《미래기》는 이미 당시에도 널리 알려져 있었음을 엿볼 수 있는데, 이러한 《미래기》가 실재했다는 증거는 아직 나오지 않고 있다. 에도 시대에는 《선대구사본기 대성경(先代旧事本紀大成經)》이라는 책이 막부로부터 "민심을 현혹하는 위서"로 몰려 편찬자 조음(潮音) 등이 처벌된 일이 있는데 이 책에 포함된 《미연본기(未然本記)》도 《미래기》를 본뜬 것으로 볼 수 있다.

### 하늘을 나는 말
《쇼토쿠 태자 전력》이나 《부상략기(扶桑略記)》에 보면, 쇼토쿠 태자는 스이코 천황 4년(598년) 4월에 여러 구니에서 준마를 바치게 했는데, 이때 바쳐진 수백 마리의 말 가운데 가이국(甲斐國)에서 바친 몸이 흰 흑구(黒駒)를 보고 신의 말임을 간파하여, 도네리(舎人)를 시켜서 기르게 했다. 그 해 9월에 태자가 이 말에 오르자 말은 하늘 높이 뛰어올라서 태자와 도네리를 태우고 도고쿠(東國)까지 가서 후지 산을 넘어 시나노국까지 이르렀으며, 사흘 만에 수도로 돌아왔다고 한다.

## 연고가 있는 사원

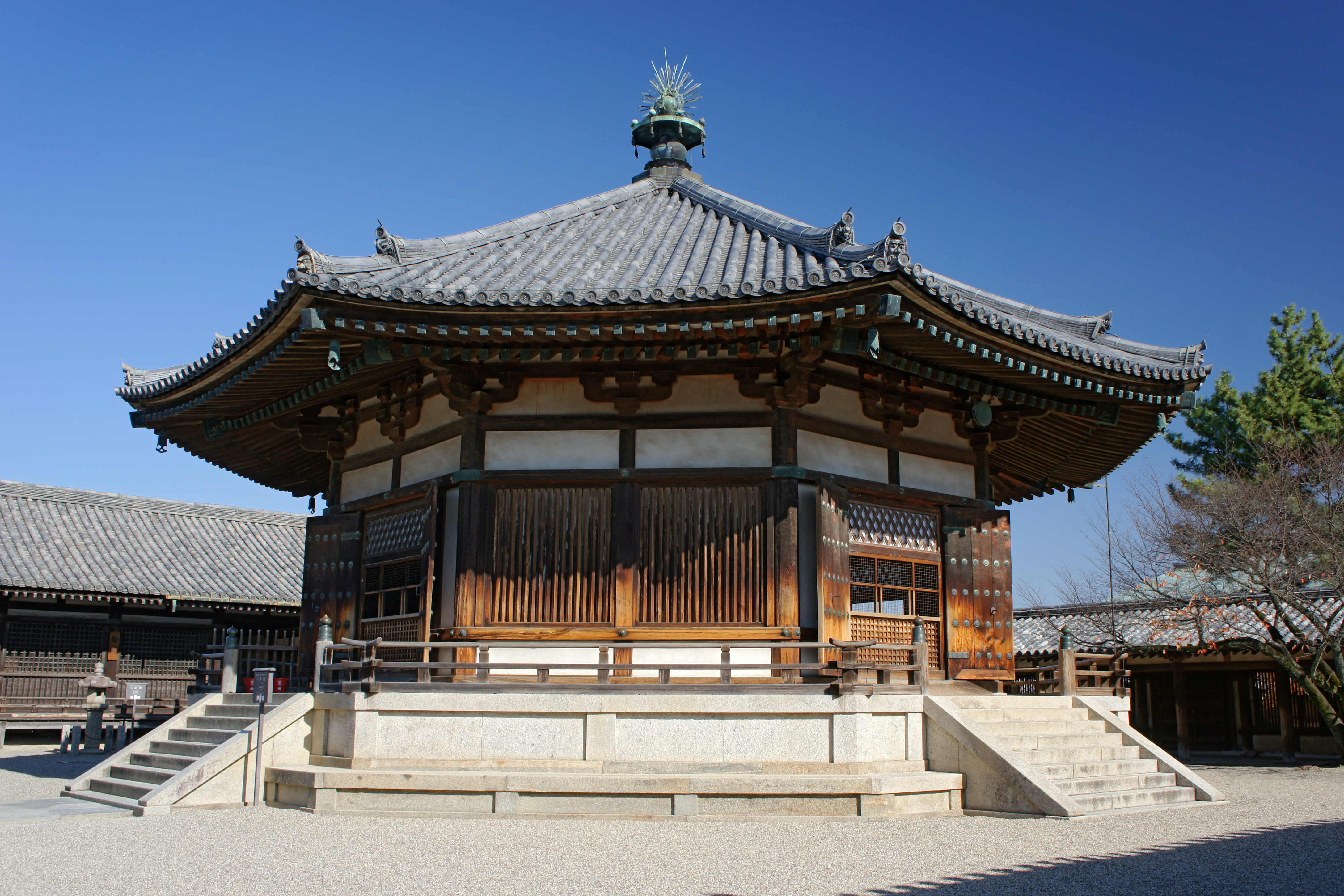
호류지 몽전(夢殿).

쇼토쿠 태자가 불법을 전파하기 위해 세웠다는 사원은 현재 일본 각지에 많이 전해지고 있으나, 그 중에는 후세에 쇼토쿠 태자의 이름만 빌렸을 뿐 실제로는 태자와 아무 연관도 없는 사원도 적지 않다. 쇼와 시대의 불교사학자이자 불교운동가였던 사카이노 고요(境野黄洋, 1871년~1933년)는 분명하게 쇼토쿠 태자가 건립한 것으로 확인할 수 있는 사원은 호류지와 시텐노지, 단 두 곳밖에 없다고 단언하고 있기까지 하다.
시텐노지(四天王寺)
오사카시 소재. 《일본서기》에 보면 소가 씨와 모노노베 씨의 전투에서 소가 씨에 가담했던 쇼토쿠 태자가 전승을 기원하며 "승리하게 해주시면 사천왕을 안치할 사원을 짓겠다"는 서원을 세웠고, 실제로 전투에서 이긴 뒤에 셋쓰의 나니와에 이 절을 지었다고 한다. 창건 시기는 《일본서기》에는 스이코 천황 원년인 593년으로 되어 있다. 이 절에는 쇼토쿠 태자가 차고 다녔다는 패도(佩刀) 칠성검(七星剣)과 병자숙림검(丙子椒林剣)이 현재까지 보관되어 있다.
호류지(法隆寺, 이카루가데라斑鳩寺)
나라현 이코마 군(生駒郡) 이카루가마치(斑鳩町) 소재. 금당(金堂)에 모셔진 약사여래상(薬師如来像)의 광배(光背) 명문에 보면, 요메이 천황이 자신의 병을 낫게 하고자 건립을 발원했으나 뜻을 이루지 못하고 죽었고, 그 유지를 이어받은 스이코 천황과 쇼토쿠 태자가 스이코 천황 15년(607년)에 이 절과 약사상을 지었다고 한다. 《일본서기》 덴지 천황 9년(670년)조에 호류지가 전소되었다는 기사가 있는데, 이 기사를 놓고 현존하는 호류지(서원가람西院伽藍)는 과연 쇼토쿠 태자 시대의 것인지 아니면 덴지 천황 이후의 재건인지를 놓고 논쟁이 있었고(호류지 재건 비재건 논쟁) 와카쿠사 가람(若草伽藍)의 발굴 조사를 통해 쇼토쿠 태자 시대의 가람은 한 번 소실되고 현존하는 것은 7세기 말엽에 재건되었음이 정설이 되었다. 호류지 안에서 '몽전(夢殿)'을 중심으로 한 동원가람(東院伽藍)은 태자가 살았던 이카루가노미야 옛 터에 지어진 것이다.
이카루가데라(斑鳩寺, 하리마播磨 소재)
효고현 이보군 다이시마치(太子町) 소재. 쇼토쿠 태자가 스이코 천황으로부터 받은 하리마 국(播磨國) 이보 군의 땅을 '조장(鵤荘)'이라 이름짓고 이 절을 세워 호류지에 기진한 것이 이카루가데라의 시작으로 전하고 있으며, 창건 뒤 한동안 호류지의 별원(別院, 지원支院)으로 기능했으나 소실되고, 재건된 뒤에는 천태종으로 종파를 바꾸었다. 오늘날까지 이카루가데라는 '태자님(お太子さん)'이라 불리는 신앙의 대상으로, 흔히 '쇼토쿠 태자의 지구의(地球儀)'라 불리는 '지슈세키(地中石)'가 절에 전해지고 있다.
태자건립 칠대사(太子建立七大寺)
시텐노지와 호류지 외에도 주구지(中宮寺, 주구니지中宮尼寺), 다치바나데라(橘寺), 호코지(蜂岡寺, 고류지広隆寺), 지후사(池後寺, 법기사法起寺), 가쓰라기지(葛木寺, 가쓰라기니지葛城尼寺)는 《상궁성덕법왕제설(上宮聖德法王帝設)》이나 《호류지가람연기병류기자재장(法隆寺伽藍縁起并流記資材帳)』에 보면 쇼토쿠 태자가 지은 칠대사(七大寺)로 불리고 있다.
가와치 삼태자(河内三太子)
쇼토쿠 태자와 연고가 있는 사원으로 여겨지는 예복사(叡福寺), 노중사(野中寺), 대성승군사(大聖勝軍寺)는 각기 가미노타이시(上之太子), 나카노타이시(中之太子), 시모노타이시(下之太子)라 불리며 총칭 '가와치 3태자(河内三太子)'로 불린다.

## 묘소
쇼토쿠 태자의 묘소는 지금의 일본 오사카부 미나미카와치군(南河内郡) 다이시마치(太子町)에 있는 에이후쿠지(叡福寺)의 「에이후쿠지 기타 고분(叡福寺北古墳)」이 궁내청에 의해 쇼토쿠 태자의 능으로 비정되고 있다(쇼토쿠 태자의 어묘御廟 ・ 시나가류磯長陵). 《일본서기》에는 시나가류(磯長陵)로 되어 있으나 시나가묘(磯長墓)로도 불린다. 아나호베노하시히토 황녀와 가시와데노 호키기미노 이라쓰메(膳部菩岐々美郎女)를 합장한 삼골일묘(三骨一廟). 이들을 후세에 비정된 것으로 보는 설도 있다.
직경 약 55m의 원형 고분이다. 봉분의 주위는 「결계석(結界石)」이라 불리는 돌들이 이중으로 둘러쳐져 있다. 2002년에 결계석 보존을 위해서 궁내청 서릉부(書陵部)에 의해 정비되는 와중에 봉분의 흔적이 세 곳이 발굴되었다. 2002년 11월 14일, 일본 고고학과 역사학 학회 대표 외에 조사 상황이 처음으로 공개되었는데, 봉분 직경이 55미터를 밑돌 가능성이 지적되고 있다.

## 저작

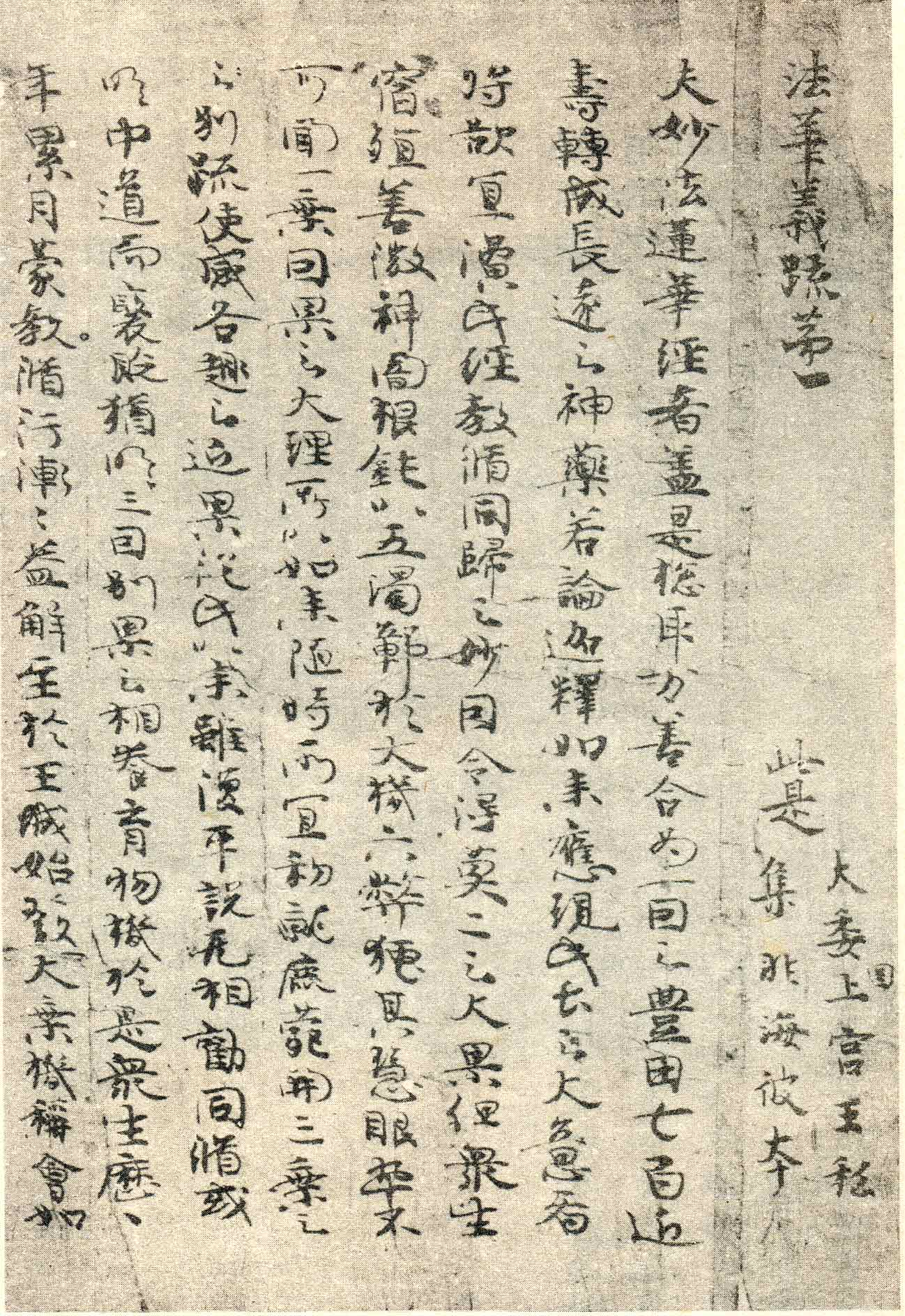
법화의소(法華義疏)

여기에서는 다음과 같은 저작을 몇 가지 언급하였지만, 쇼토쿠 태자의 이름만을 빌린 위서도 적지 않으므로 주의가 필요하다.
- 『삼경의소(三經義疏)』 : 이 가운데 특히 『법화의소(法華義疏)』는 쇼토쿠 태자의 진필로 전해지는 것이 현존하고 있다.
- 『사천왕사연기(四天王寺縁起)』 : 쇼토쿠 태자의 진필로 전하는 것이 시텐노지에 전해지고 있으나 이것은 후세(헤이안 시대 중기)의 가탁으로 여겨진다.
- 『17개조 헌법』 : 《일본서기》 스이코 천황 12년(604년)조 기사에 전문(全文)이 처음으로 인용되어 실려 있는데, 《상궁성덕법왕제설(上宮聖德法王帝說)》에는 을축년(스이코 천황 13년, 서기 605년) 7월에 「17여 법」을 세웠다고 적고 있다.
- 《천황기(天皇記)》, 《고쿠기(國記)》, 《신련반조국조백팔십부병공민등본기(臣連伴造國造百八十部幷公民等本記)》 : 《일본서기》에 책 이름이 실려 있으나 현재는 전해지지 않는다.
- 《선대구사본기(先代旧事本紀)》 : 책의 서문(序文)에 쇼토쿠 태자와 소가노 우마코가 함께 지었다고 적혀 있지만, 실제로는 헤이안 시대 초기에 성립된 것으로 보인다.
- 《미래기(未來記)》 : 특정 서적이 아니라 쇼토쿠 태자의 이름을 빌린 《미래기》를 칭한 일련의 위서들이 가마쿠라 시대에 빈번히 등장한다.

## 태자 신앙

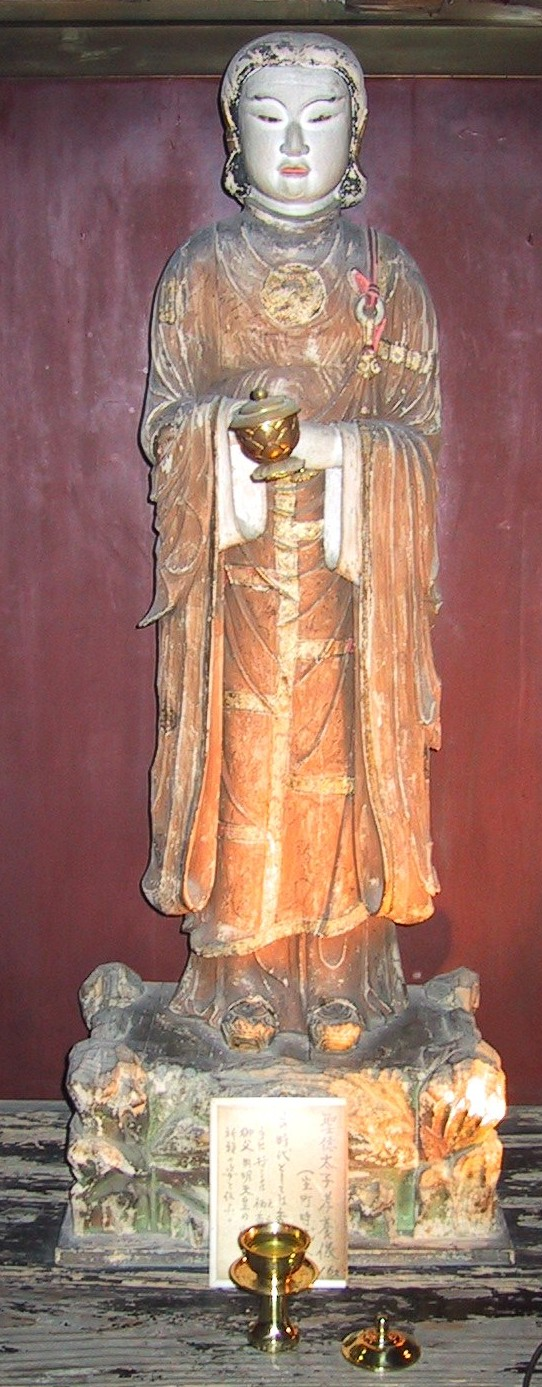
쇼토쿠 태자상 나라, 아스카 사원

쇼토쿠 태자에 대한 성인(聖人) 추숭의 경향은 《일본서기》에 이미 보이고 있는데, 8세기에는 「본조(本朝, 일본)의 석가」로까지 추앙되어, 가마쿠라 시대까지도 《쇼토쿠 태자 전력》등 현존하는 것만으로 20종 이상의 전기와 회전(絵伝)이 성립되었다. 이러한 태자의 전기에 대한 새로운 해석, 내지는 윤색이 가미된 창작에 의해 파생된 쇼토쿠 태자 전기류를 중세태자전(中世太子傳)이라고 한다. 대표적인 것으로는 13세기에 시텐노지에서 서사된 것으로 추정되는 《쇼토쿠 태자 어사(聖徳太子御事)》나 랴쿠닌 원년(1238년)경 호류지의 승려 현진이 지은 《쇼토쿠 태자 전사기(聖徳太子伝私記)》, 쇼와(正和) 3년(1314년)에 다치바나데라의 승려 법공(法空)이 지은 《쇼토쿠 태자 평씨전잡감문(聖德太子平氏伝雑勘文)》 등이 있으며, 따로 태자의 실적을 널리 알리고자 태자의 전기를 회전이나 해석을 붙인 대본 등의 형태로 작성한 것도 있는데, 이것은 정토진종에서 특히 존중되어 포교에 널리 쓰였다.
이러한 전기와 회전을 통해 '쇼토쿠 태자 신앙'이 형성되었다. 현재 일본 각지의 사원에는 태자 자신을 신앙의 대상으로 삼고 태자의 상을 모신 다이시도(太子堂)가 남아 있다(《헤이케 이야기》나 《태평기》에 쇼토쿠 태자의 저작으로 여겨지는 《미래기》가 등장한 것처럼, 쇼토쿠 태자가 정치적으로도 활용된 데는 태자의 전기나 이를 바탕으로 한 태자 신앙의 보급에 그 배경이 있었다고 여겨진다).
쇼토쿠 태자를 「관음보살의 환생」으로 보는 경향도 있었다. 가마쿠라 시대의 고승 신란(親鸞)도 태자 신앙을 가지고 있었고, 그를 관음의 화신으로 높여 세웠던 것이 처 에신니(惠信尼)의 서신을 통해 알려져 있다. 그밖에 무로마치 시대 말기에는 태자의 기일로 알려진 2월 22일(음력)을 「태자강(太子講)」의 날로 정하여 목공이나 건축가 사이에 강경(講經) 법회가 열리기도 했다. 이것은 시텐노지나 호류지 등 대규모 건축에 태자가 관련 직종을 제정했다는 설에 근거하여 태자를 건축과 목공의 수호신으로 숭배하게 된 것을 계기로 한다. 에도 시대에는 목수들 말고도 미장이나 대장장이 등 여러 직종의 장인 집단으로부터 태자강 법회는 활발히 열리게 되었다.
이러한 쇼토쿠 태자를 '본존'으로 행하는 법회는 「태자회(太子會)」라 불리며, 쇼토쿠 태자를 개조(開祖)로 하는 불교 종파의 하나로서 호류지를 본산(本山)으로 하는 쇼토쿠종(聖德宗)이 현재까지 일본에 존재하고 있다. 쇼토쿠종은 1950년(쇼와(昭和) 25년)에 법상종(法相宗)에서 독립하였는데, 2년 뒤인 1952년에 종교법인(宗教法人)으로서 인가를 얻었으며, 주요 경전은 쇼토쿠 태자가 지은 《삼경의소》이며, 호류지를 본산으로 29개의 말사(末寺)를 거느리고 있다.

## 후세의 평가
세키 아키라(関晃)
스이코조(朝)의 정치는 기본적으로는 소가씨의 정치였고, 여제나 태자도 소가씨에 대해서 지극히 협조적인 입장이었다고 할 수 있다. 따라서 이 시기에 많이 볼 수 있는, 대륙의 문물 · 제도의 영향을 강하게 받은 참신한 정책들은 모두 태자의 독자적인 견식에서 나온 것이며, 특히 관위 12단계의 제정과 17조 헌법의 작성, 견수사 파견, 일본에서 가장 오래된 역사서인 《천황기》, 《고쿠키》 이하의 사서 편찬 등은, 소가씨 권력을 부정하고 중국과 같은 율령제를 지향하는 성격을 지녔다는 견해가 일반적인데, 이것들도 모두 기본적으로는 태자의 협력 아래 이루어진 소가씨 정치의 일환으로 보아야 하는 것이다.
다무라 엔추(田村圓澄)
스이코조의 정치에 대해서는 쇼토쿠 태자와 소가노 우마코의 이두정치, 혹은 우마코의 주도로 국정이 추진되었다는 견해가 있지만, 572년(비다쓰 천황 1)에 소가노 우마코가 오오미(大臣)가 된 이래 특별히 획기적인 정책을 단행했던 적은 없고, 쇼토쿠 태자 생전에 내정 · 외교 방면의 새로운 정책들이 집중되어 있는 사실로 미루어 볼 때, 스이코조의 정치는 태자에 의해 지도되었다고 보아야 한다.
나이토 고난(內藤湖南)
《수서》 권81 열전제46 동이조에 기술된 왜왕 다리사북고(多利思北孤)에 의한 「해 뜨는 곳의 천자가 해 지는 곳의 천자에게 글을 보내니 무량하신지(日出處天子致書日沒處天子無恙云云)」라는 글귀로 알려진 국서는 쇼토쿠 태자 등에 의한 창작으로 추정된다.

## 허구

### 연구사
근대에 있어 실증적 연구로는 구메 구니타케(久米邦武)의 「우에노미야 태자 실록(上宮太子実録)」이 있다.
또한 17개조 헌법을 태자의 저작이 아니라고 하는 설이 에도 후기에 이미 제기되었는데, 쓰다 소키치는 17개조 헌법을 태자가 지은 것이 아니라고 주장했다. 그 결과 그의 저서인 「일본 상대사 연구(日本上代史研究)」 외 저서 4권은 발매 금지되고 쓰다 자신도 와세다 대학을 사직하고 있다. 전후에 이노우에 미쓰사다(井上光貞), 사카모토 다로(坂本太郎)나 세키 아키라 등은 쓰다의 설에 반론을 제기하였다. 한편으로 모리 히로미치(森博達) 등은 17개조 헌법을 《일본서기》 편찬시에 창작된 것으로 보고 있다.
다카노 쓰토무(高野勉)의 「쇼토쿠 태자 암살론」(1985년)은 쇼토쿠 태자로 알려진 인물과 우마야도 왕자는 사실 딴사람이며, 소가노 우마코의 아들인 요시노리(善徳)가 진정한 쇼토쿠 태자로 그가 훗날 나카노오에 황자(덴지 천황)에게 암살된 사실을 은폐하기 위해서 만든 가공의 인물이 소가노 이루카(蘇我入鹿)라고 주장하고 있다. 또 이시와타 신이치로(石渡信一郎)는 「쇼토쿠 태자는 없었다ㅡ고대 일본사의 수수께끼를 푼다」(1992년)을 펴냈고, 다니자와 에이이치(谷沢永一)는 「쇼토쿠 태자는 없었다」(2004년)을 저술하고 있다. 근년은 역사학자 오야마 세이치(大山誠一) 등이 주장하고 있다(후술).

### 오야마의 쇼토쿠 태자 허구설
1999년에 일본의 사학자 오야마 세이치는 「'쇼토쿠 태자'의 탄생」을 발표했다. 오야마는 「우마야도 왕의 사적이라 전해지는 것 가운데 관위 12계와 견수사 파견의 두 가지 외에는 완전한 허구」라고 주장하고, 이마저도 견수사 파견이 《수서》에 기재되고는 있지만 《수서》에는 스이코 천황도 우마야도 왕도 등장하지 않으며, 스이코 천황의 황자 · 우마야도 왕(쇼토쿠 태자)은 문헌 비판의 관점상 《일본서기》 외의 어떤 문헌에서도 찾아볼 수 없고, 그 흔적이라고 해봐야 이카루가미야나 호류지 옛 터뿐이라는 것이 된다. 또한 쇼토쿠 태자에 대한 사료를 《일본서기》의 「17개조 헌법」과 호류지의 「호류지 약사상 광배 명문, 호류지 석가삼존상 광배 명문, 천수국수장, 삼경의소」의 두 가지 계통으로 분류하고, 이들 모두 우마야도 왕자보다 꽤 후대에 작성되었다고 한다.
오야마는 아스카 시대에 이카루가미야에 살며 호류지도 지었을 '우마야도 왕'이라는 유력 왕족의 존재 가능성은 부정하지 않지만, 스이코 천황의 황자 겸 섭정으로서 알려져 수많은 실적을 올린 '쇼토쿠 태자'는 《일본서기》 편찬 당시의 실력자였던 후지와라노 후히토 등의 창작이며 가공의 존재라고 주장했다. 신앙의 대상으로까지 여겨져 온 '쇼토쿠 태자'의 실재를 증명해줄 사료는 전무하며, 요로 4년(720년)에 성립된 《일본서기》에야 최초로 쇼토쿠 태자의 인물상이 등장한다. 그 인물상의 형성에는 후지와라노 후히토뿐 아니라 백제의 아좌태자, 나가야 왕(長屋王)이나 승려 도지(道慈) 등이 관계되었으며, 17개조 헌법도 《일본서기》 편찬시에 창작된 것이었다. 후히토의 죽음과 나가야 왕의 정변 이후, 고묘 황후 등이 《삼경의소》나 호류지 약사상 광배 명문 같은 호류지 계통의 사료와 구세관음상을 본존으로 하는 몽전, 호류지를 무대로 하는 '쇼토쿠 태자 신앙'을 창출해냈다는 것이다.
이후 그는 「쇼토쿠 태자의 진실」 (헤이본샤, 2003년)이나 「천손강림의 꿈」(NHK 출판, 2009년) 등 다수의 연구를 발표하였다. 오야마의 학설은 잡지 「동아시아의 고대 문화」102호에 그 특집이 짜여져 102호, 103호, 104호, 106호 지면상에서의 논쟁이 「쇼토쿠 태자의 실상과 환상」(다이와 서점, 2001년)에 정리되고 있다. 이시다 히사토요(石田尚豊)는 공개강연 「쇼토쿠 태자는 실재했을까」에서 쇼토쿠 태자 허구설과 매스컴의 관계를 언급한다.
《일본서기》 등의 쇼토쿠 태자상에는 어떤 과장이 포함되어 있다는 점에서는 많은 연구자의 의견이 일치하고 있지만, 쇼토쿠 태자상에 가미된 윤색 · 각색이나 「아예 존재하지도 않았던 인물」임을 주장하는 오야마의 학설에는 비판적인 의견이 많이 있다.
또, 오카다 히데히로(岡田英弘), 미야와키 준코(宮脇淳子)는 오야마설과는 다른 시점에서 쇼토쿠 태자 허구설을 논하고 있다.

### 오야마의 학설에 대한 반론
일본 국립역사민속박물관 연구부 교수인 니토 아쓰시(仁藤敦史)는 《일본서기》나 호류지 계통의 사료 외에도 초기 태자 신앙이 확인되고 있다며 호류지 계통의 사료만을 완전히 부정하는 것은 무리가 있다고 비판하였다. 또한 스이코 조의 유력한 왕자였을 우마야도 왕(왕자)의 존재를 부정하지 않으면서 후세의 '쇼토쿠 태자'와 준별하며 사실과 전설 사이의 연속성을 부정하는 것도 문제가 있음을 지적한다.
도야마 미쓰오(遠山美都男)는 《일본서기》의 쇼토쿠 태자상에 많은 겉치레가 더해지고 있음은 오야마 이전에 많은 연구자가 벌써 지적했으며, 오야마설의 문제점으로, 실재한 인물인 우마야도 왕자는 왕위 계승 자격도 없고 내정 · 외교에 관여한 적도 없는 그저 소가씨와 혈연이 있는 한 왕족에 지나지 않았다, 고 보고 있는 점을 들었다. 이카루가미야에 살며 미부노베(壬生部)를 지배 아래 둔 그가 왕위 계승 자격도 정치적 발언권도 없는 '마이너' 왕족이었다고는 도저히 생각하기 어려우며, 《일본서기》의 쇼토쿠 태자는 분명 가공의 인물이었을지 몰라도 오야마의 생각과는 달리 우마야도 왕자는 실재했으며 또한 유력한 왕족이었다고 비판하고 있다. 그밖에 와다 아쓰무(和田萃)나, 소네 마사토 등의 비판이 있다.
쇼토쿠 태자 허구설에 대한 반론으로는, 나오키 고지로(直木孝次郎)의 「우마야도 왕의 정치적 지위에 대하여」, 우에다 마사아키(上田正昭)의 「역사에서 본 태자상의 허실」( 「쇼토쿠 태자의 실상과 환상」 수록)(2001년), 우에하라 가즈(上原和)의 「세계사상의 쇼토쿠 태자ㅡ동양의 사랑과 지혜」(2002년), 다나카 히데미치(田中英道)의 「쇼토쿠 태자 허구설에 반대하여」(2004년), 모리타 데이(森田悌)의 「스이코 아침과 쇼토쿠 태자」(2005년), 등이 있다. 다만 이들 반론에 대해서 오야마는 2009년, "지금까지 충분한 학술적 반론은 없다"고 대답하고 있다.

### 허구설의 논점과 역사적 자료
쇼토쿠 태자의 존재를 방증하는 자료는 『일본서기』 권22 스이코기(推古紀) 및 「17개조 헌법」과 『고사기』, 『삼경의소』, 『상궁성덕법왕제설』, 천수국수장(天寿国繍帳, 천수국만다라수장天寿国曼荼羅繍帳), 호류지의 약사상 및 석가삼존상의 광배 명문과 좌대 안에 적힌 묵서, 도후탕강비(道後湯岡碑) 명문, 법기사탑로반명(法起寺塔露盤銘), 『하리마 국 풍토기』, 『상궁기(上宮記)』 등의 역사적 자료가 있다. 이 가운데는 우마야도 왕자 생전보다 훨씬 후대, 혹은 일본서기 성립 이전에 제작된 것으로 여겨지나 현재 결론을 내지 못하고 있다.

#### 승만경의소(勝鬘経義疏)
《승만경(勝鬘經)》의 주석서인 《승만경의소(勝鬘經義疏)》에 대해서 동양사학자 후지에다 아키라(藤枝晃)는 돈황에서 출토된 《승만의소본의(勝鬘義疏本義)》의 내용과 7할이 같은 글로서 6세기 후반 중국 북조에서 제작된 것이고, 오야마는 이것을 필사한 것이 승만경의소라고 보았다.
《법화경의소(法華經義疏)》 권두의 제전(題箋)에 대해 오야마는 승려 게이신(行信)이 태자가 친히 편찬한 것을 과시하고자 부기한 것으로 보았는데, 야스모토 비텐(安本美典)은 제전의 찬호(撰號)인 「此是大委國上宮王私集非海彼本」에 나오는 문자(시是・비非 등)의 필적이 본문과 일치하고 있으며 제전과 본문은 동일인물에 의한 기록으로서 후에 ‘태자가 친히 찬했다’는 제전을 붙였다는 설을 부정하였다. 또한 제전에 「대왜국(大委國)」이라고 기록한 점을 들어 해외에서 만들어졌다는 설도 부정하였다. 왕용(王勇)은 삼경의소에 대해 “집단적 성과는 지배자의 이름으로 출시되는 경우가 많다”고 하면서도, 몇 가지의 근거를 기초로 쇼토쿠 태자의 저작으로 보았는데, 다만 《법화경의소》의 제전 찬호에 대해서는 서체와 필법이 본문과 다른 점을 들어 후세 사람에 의한 보충 기록이라고 보았다. 또한 하나야마 노부카즈(花山信勝)는 《법화경의소》 행간에 적힌 부기나 정정에 대해서는 쇼토쿠 태자가 자신의 말년까지도 초고를 지속적으로 퇴고했던 흔적이라고 추정하였다.

#### 《상궁성덕법왕제설》의 계보
《상궁성덕법왕제설》 권두에 기술되어 있는 쇼토쿠 태자의 계보에 대해서 이에나가 사부로(家永三郎)는 "늦어도 다이호(大宝, 701-704년) 무렵까지는 시대 하한선이 내려가지 않는다"고 하여 기키(記紀) 성립 시기보다도 오래된 자료로 보았다.

#### 천수국수장(天壽國繡帳)

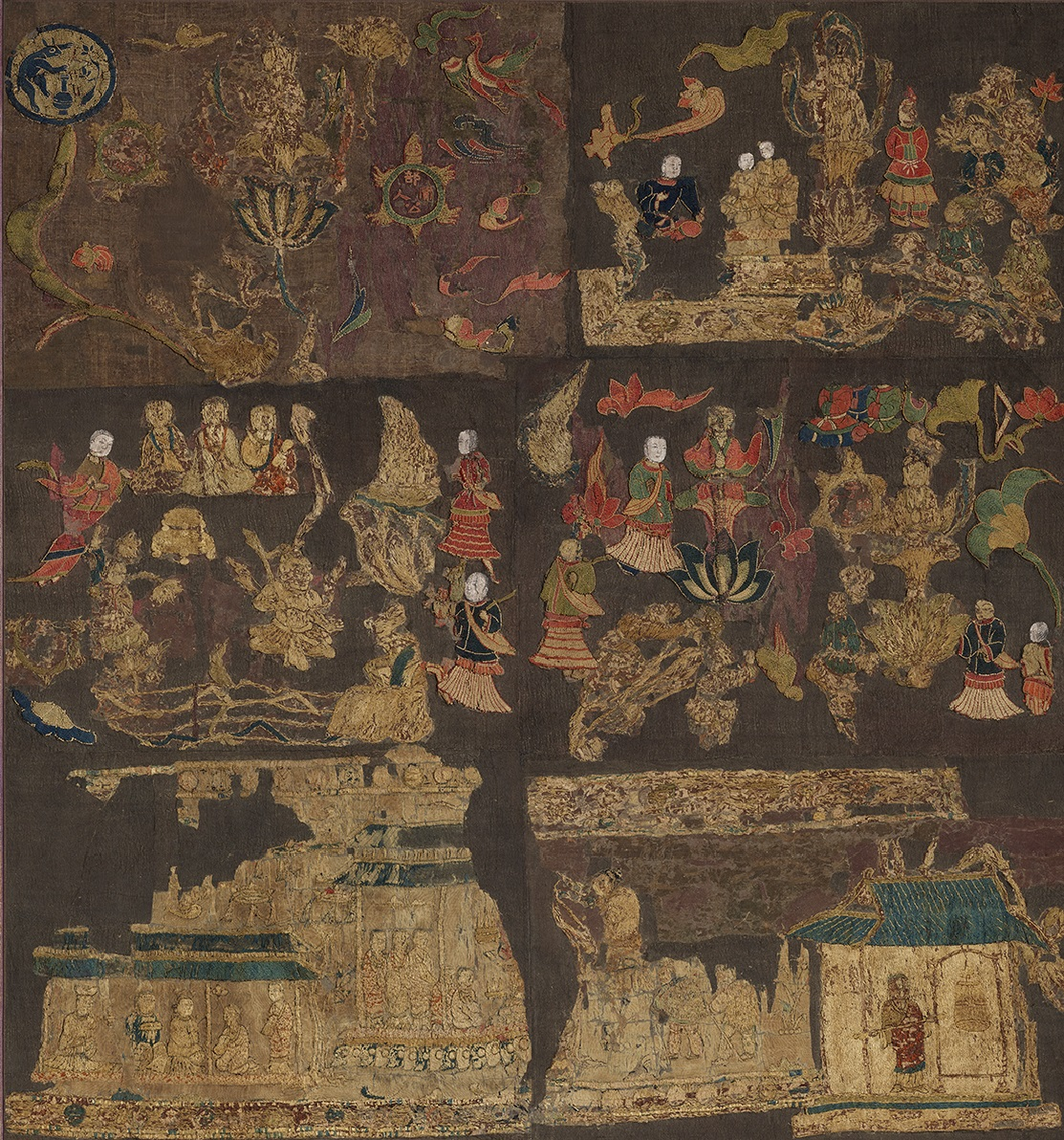
천수국수장

천수국수장에 대해서 오야마는 천황의 호칭이나 화풍(和風) 시호 등을 볼 때 이것은 스이코조에 제작된 것이 아니라고 주장하였다. 또한 가나자와 에이지(金沢英之)는 천수국수장의 명문에 나오는 간지는 일본에서 지토 4년(690년)에 채용된 의봉력(儀鳳曆, 인덕력麟德曆)에 근거하고 있음을 지적하며 제작시기를 690년 이후로 보았다. 한편 오하시 가쓰아키(大橋一章)는 그림 속 인물들의 복식은 몇 가지의 이유를 들어 스이코조에 제작된 것이라고 보았고, 요시에 아키코(義江明子)는 1989년에 천수국수장의 명문을 스이코조에 성립되었다고 보아도 무방하다고 주장했으며, 이시다 히사토요는 기법 등을 볼 때 8세기에 이걸 제작하는 것은 불가능하다고 보았다.

#### 호류지 석가삼존상 광배 명문
호류지의 석가삼존상(釈迦三尊像) 광배 명문에 대해서 오야마가 원용한 후쿠야마 도시오(福山敏男)의 학설에서는 후세에 새겨 넣은 것은 아니라고 보았으며, 한편 1979년에 시미즈 마사시(志水正司)는 「믿어도 좋다고 보는 것이 오늘날 대부분의 추세」라고 발언하였다.

#### 도후탕강비 명문
도후탕강비라고 불리는, 이요탕강비문(伊予湯岡碑文)에 대해서는 지금까지 스이코 천황 4년에 제작된 것으로 알려져 왔는데(마키노 겐지로牧野謙次郞, 1938년), 오야마는 도후탕강비 명문에 나오는 ‘법흥(法興) 6년’이라는 연호에 대해서, ‘법흥’은 일본서기에는 나오지 않는 연호, 이른바 ‘일연호(逸年號, 내지 사연호私年號)로서 호류지 석가삼존상 광배의 명문에도 쓰이고 있음을 지적하고, 또한 오야마는 분에이(文永) 연간(1264년-1275년)에 센가쿠(仙覚)가 지은 《만요슈 주석(万葉集註釈)》과 분에이 11년(1274년)에서 쇼안(正安) 3년(1301년)경 사이의 《석일본기(釋日本紀)》에 인용된 《이요 국 풍토기》 · 일문에서 이것이 처음 나오는 점을 들어 가마쿠라 시대에 날조된 것으로 보았다. 한편 역사학자 이바라키 요시유키(荊木美行)는 《이요 국 풍토기》 · 일문을 와도 6년(713년)에 관의 명령으로 편찬했던 풍토기의 일부로 보았다.

#### 법기사탑로반명
게이운 3년(706년)에 제작된 법기사탑로반명에 나오는 「상궁태자성덕황(上宮太子聖徳皇)」에 대해 오야마의 학설에서는 이 노반명은 랴쿠닌 1년(1238년)경에 겐진(顯眞)이 지은 『쇼토쿠 태자전 사기』에서밖에 보이지 않는 위작이라고 하였다. 다만 오하시 가쓰아키의 연구에서는 《쇼토쿠 태자전 사기》보다 이른 시기인 가로쿠(嘉禄) 3년(1227년)에 시텐노지 동승방(東僧坊)의 주메이(中明)가 지은 《태자전고금목록초(太子傳古今目錄抄)》(시텐노지본)에는 "법기사탑로반명에 이르기를 가미노미야 태자 성덕황이 임오년 2월 22일에 붕어하였다고 한다(法起寺塔露盤銘云上宮太子聖徳皇壬午年二月廿二日崩云云)"라고 기록되어 있다. 또한 나오키 고지로는 《만요슈》와 아스카 ・ 헤이조쿄 유적에서 발굴된 목간에 쓰인 용례를 검토하여 "노반명의 전문에 대해서는 필사하는 과정에서 오류가 생겼을 수도 있지만, ‘성덕황’이라는 표기 자체는 가마쿠라 시대의 위작은 아니다"라고 주장했다. 또한 "《일본서기》가 성립되기 14년 전에 제작된 법기사탑로반명에도 ‘성덕황’이라는 단어가 나오는 점에서 서기에서 쇼토쿠 태자를 지어냈다는 점은 의문이 있다. 노명판(露銘板)을 위작으로 본 오야마의 설은 추측에 근거한 부분이 많아 논증이 충분하지 못한 점이 있다."고 비판하였다.

#### 『하리마 국 풍토기』의 기술
713년에서 717년 사이에 성립된 것으로 보이는 《하리마 국 풍토기》에 나오는 「이시노 호텐(石の宝殿)」에 대한 기술에서 「유게노 오오무라치」란 모노노베노 모리야(物部守屋)이고 「쇼토쿠왕」은 우마야도 왕자로 여겨지며, 『하리마 국 풍토기』는 모노노베노 모리야가 오오무라치(大連)였던 시대를 「쇼토쿠 왕(우마야도 왕자)의 치세」로 표현한 것으로 보았다. 또한 다이호령의 주석서인 『고기』(덴표 10년인 738년경 제작)에는 가미노미야 태자의 시호를 「쇼토쿠 왕(聖德王)」으로 적고 있다.

## 같이 보기
- 일본의 불교
- 십칠조헌법

|  | 제1대 섭정 (황친섭정, 아스카 시대) 593년 ~ 622년 | 후임 공백(나카노오에노 황자) |